# Ruggero Ferrario
Ruggero Ferrario (né le 7 octobre 1897 à Milan et mort le 5 avril 1976 à Milan) est un coureur cycliste italien. Lors des Jeux olympiques de 1920 à Anvers, il a remporté la médaille d'or de la poursuite par équipes avec Franco Giorgetti, Arnaldo Carli et Primo Magnani.

## Palmarès
- 1919
  - Coppa Bernocchi
- 1920
  -  Champion olympique de poursuite par équipes (avec Franco Giorgetti, Arnaldo Carli et Primo Magnani)